# Silazaan

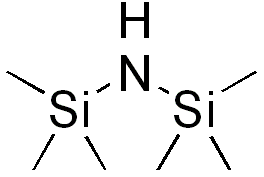
hexamethyldisilazaan

Een silazaan is een verzadigde silicium-stikstof-hydride, waarin twee siliciumatomen verbonden zijn door een stikstofbrug (-NH-). Silazanen zijn analoog van structuur met siloxanen die een zuurstofbrug -O- hebben. De waterstofatomen kunnen vervangen zijn door koolwaterstofgroepen, zoals methyl, ethyl, of fenyl, of andere substituenten.
Silazanen kunnen zowel lineair als cyclisch zijn. Voorbeelden:
- Disilazaan: H3Si-NH-SiH3
- Trisilazaan: H3Si-NH-SiH2-NH-SiH3;
- Hexamethyldisilazaan;
- Hexamethylcyclotrisilazaan.

Polysilazanen zijn synthetische polymeren met afwisselend silicium- en stikstofatomen in de polymeerketens. Elk siliciumatoom is verbonden met twee stikstofatomen, en elk stikstofatoom met twee of drie siliciumatomen.